# Alien Front Online
Alien Front Online är ett actionspel som släpptes till Dreamcast endast i Nordamerika.

## Spelsystemet
I spelet används armerade fordon för att slåss mot motståndare i en stor arena. Spelaren kan välja att slåss för utomjordingarna eller för försvararna av jorden.